# Erebidae

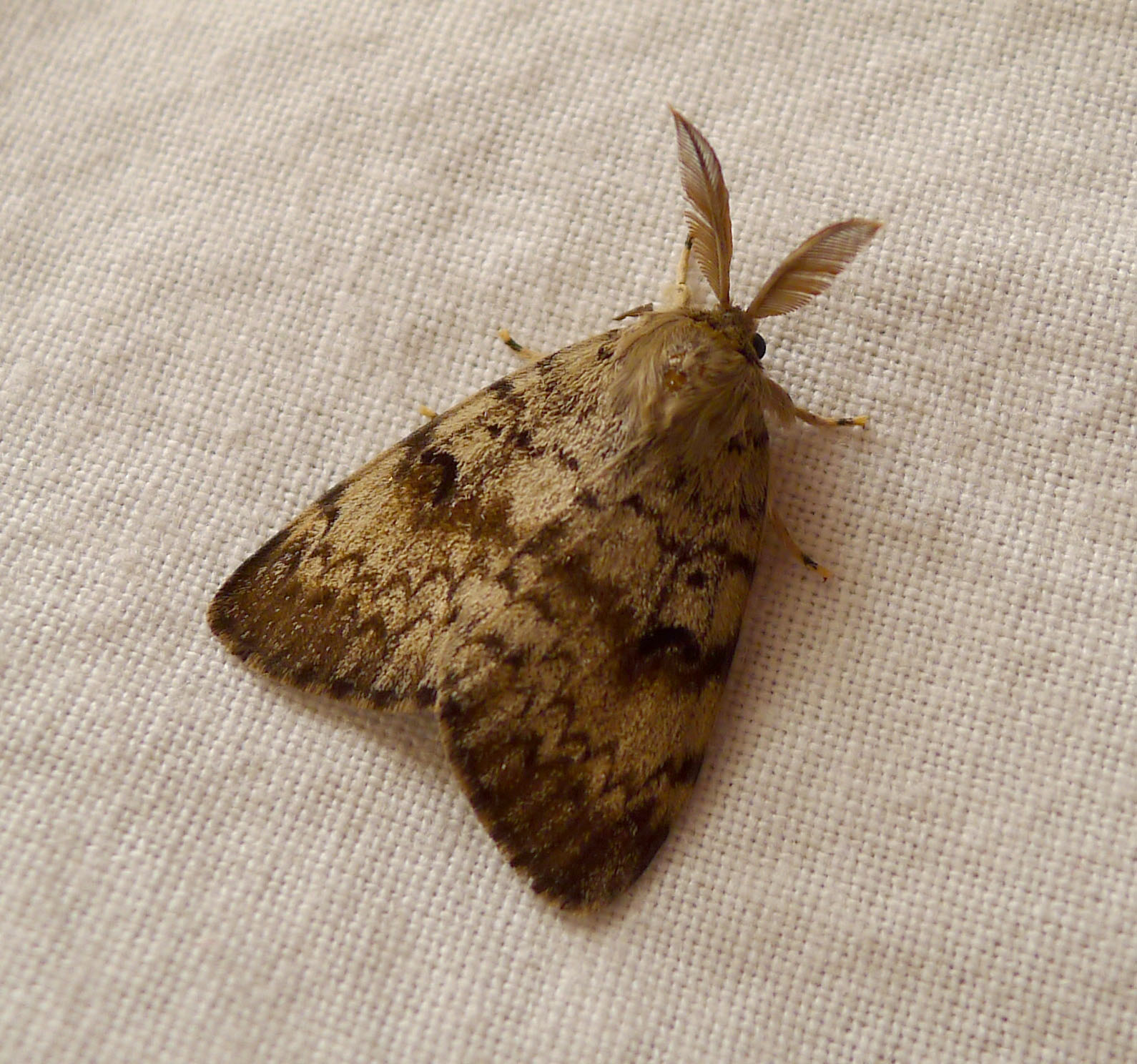
Lymantria dispar, macho

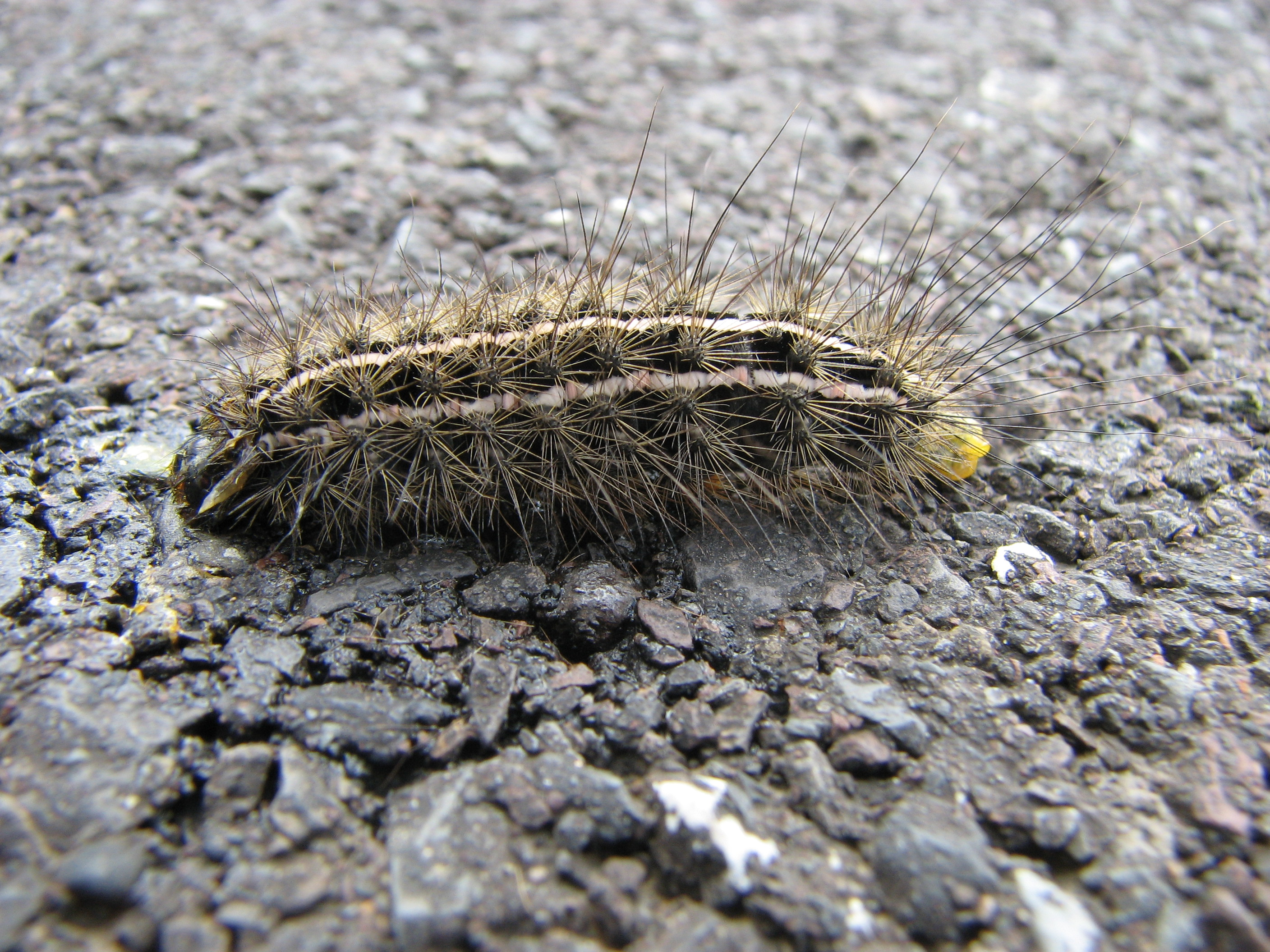
Oruga de Apantesis arge (Arctiinae)

Erebidae es una familia de lepidópteros de la superfamilia Noctuoidea. Es una de las familias más numerosas de las llamadas Macrolepidoptera.

## Subfamilias
- Subfamilia Aganainae Boisduval, 1833
- Subfamilia Anobinae Holloway, 2005
- Subfamilia Arctiinae Leach, 1815. Anteriormente familia Arctiidae
- Subfamilia Boletobiinae Grote, 1895. Otros la colocan en Noctuidae bajo el sinónimo Phytometrinae
- Subfamilia Calpinae Boisduval, 1840
- Subfamilia Erebinae Leach, 1815
- Subfamilia Eulepidotinae Grote, 1895
- Subfamilia Herminiinae Leach, 1815
- Subfamilia Hypeninae Herrich-Schäffer, 1851
- Subfamilia Hypenodinae Forbes, 1954 (incluye la antigua familia Micronoctuidae, ahora una tribu)
- Subfamilia Hypocalinae Guenée, 1852
- Subfamilia Lymantriinae Hampson, 1893. Anteriormente considerada una familia aparte, Lymantriidae
- Subfamilia Pangraptinae Grote, 1882
- Subfamilia Rivulinae Grote, 1895
- Subfamilia Scolecocampinae Grote, 1883
- Subfamilia Scoliopteryginae Herrich-Schäffer, 1852
- Subfamilia Tinoliinae Moore, 1885
- Subfamilia Toxocampinae Guenée, 1852